# Squanto

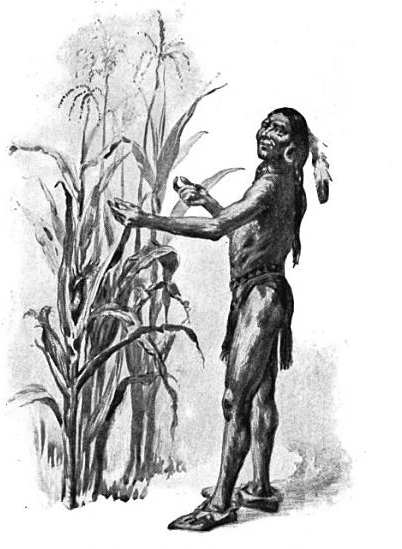
Squanto (Fantasiedarstellung aus The Teaching of Agriculture in the High School von 1911)

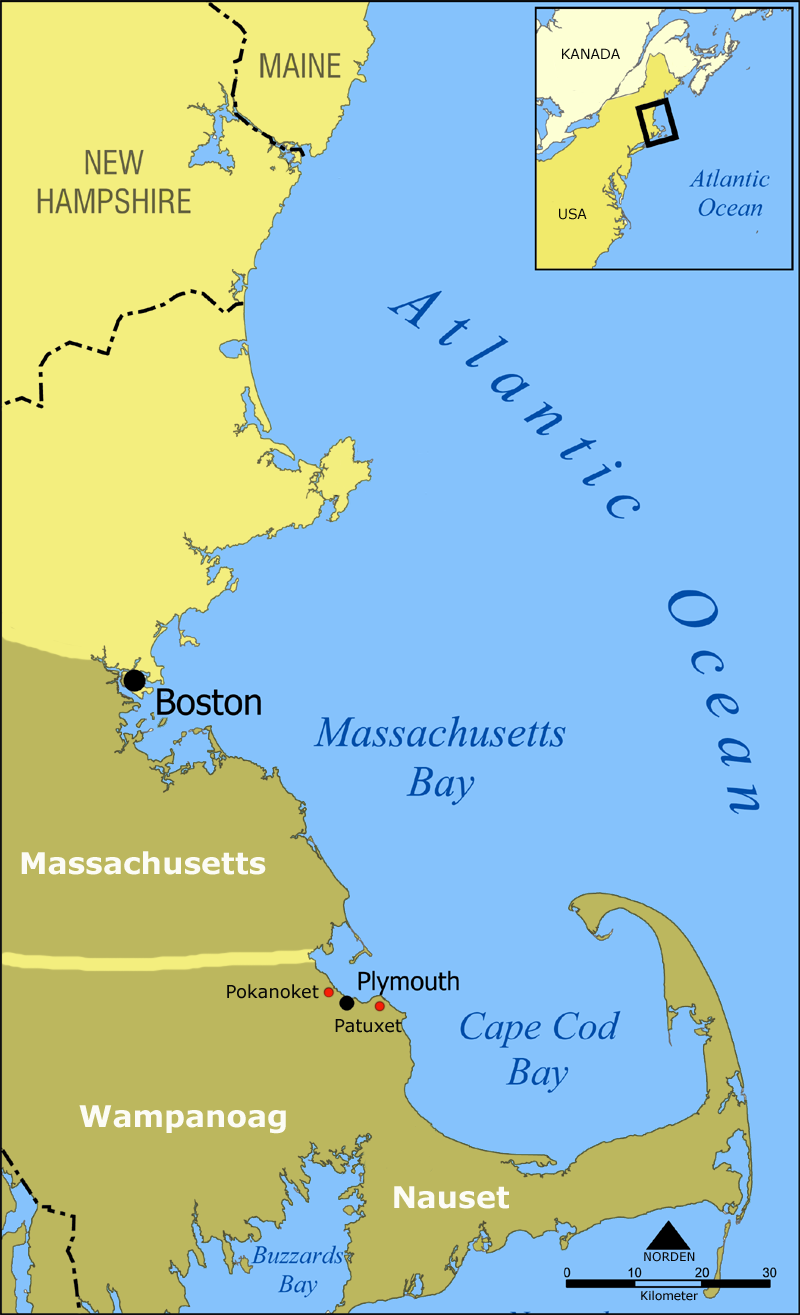
Squantos Heimat und historische Orte (rot)

Squanto (* um 1590; † 30. November 1622 Chatham, Massachusetts Bay), auch Tisquantum genannt, war ein multilingualer Patuxet-Indianer. Er lebte an der Südostküste des heutigen Massachusetts, wurde als Sklave nach Spanien gebracht und gelangte über einen Aufenthalt in London später wieder nach Nordamerika. Ohne seine Hilfe hätten die ersten englischen Kolonisten vermutlich nicht überlebt.

## Leben und Wirken
Squanto wurde in Patuxet geboren, einem Wampanoag-Dorf, das an der Küste der Plymouth Bay im heutigen US-Bundesstaat Massachusetts lag. Er wuchs in der Sprachumgebung der Wômpanâak (Wampanoag) auf, einem Dialekt der Massachusett-Sprachen. Im Jahre 1605 führte Kapitän George Weymouth im Namen einiger Londoner Kaufleute ein Expeditionsschiff nach Nordamerika. Er segelte die Küste Maines südwärts bis nach Massachusetts und ging dort an Land. Um seinen Auftraggebern das Aussehen der Indianer zu zeigen, wurden einige Ureinwohner gefangen und aufs Schiff geschleppt. Einer von ihnen war Squanto, ein stattlicher junger Mann, fast nackt und mit langen schwarzen Haaren, wie es in einem Bericht heißt.

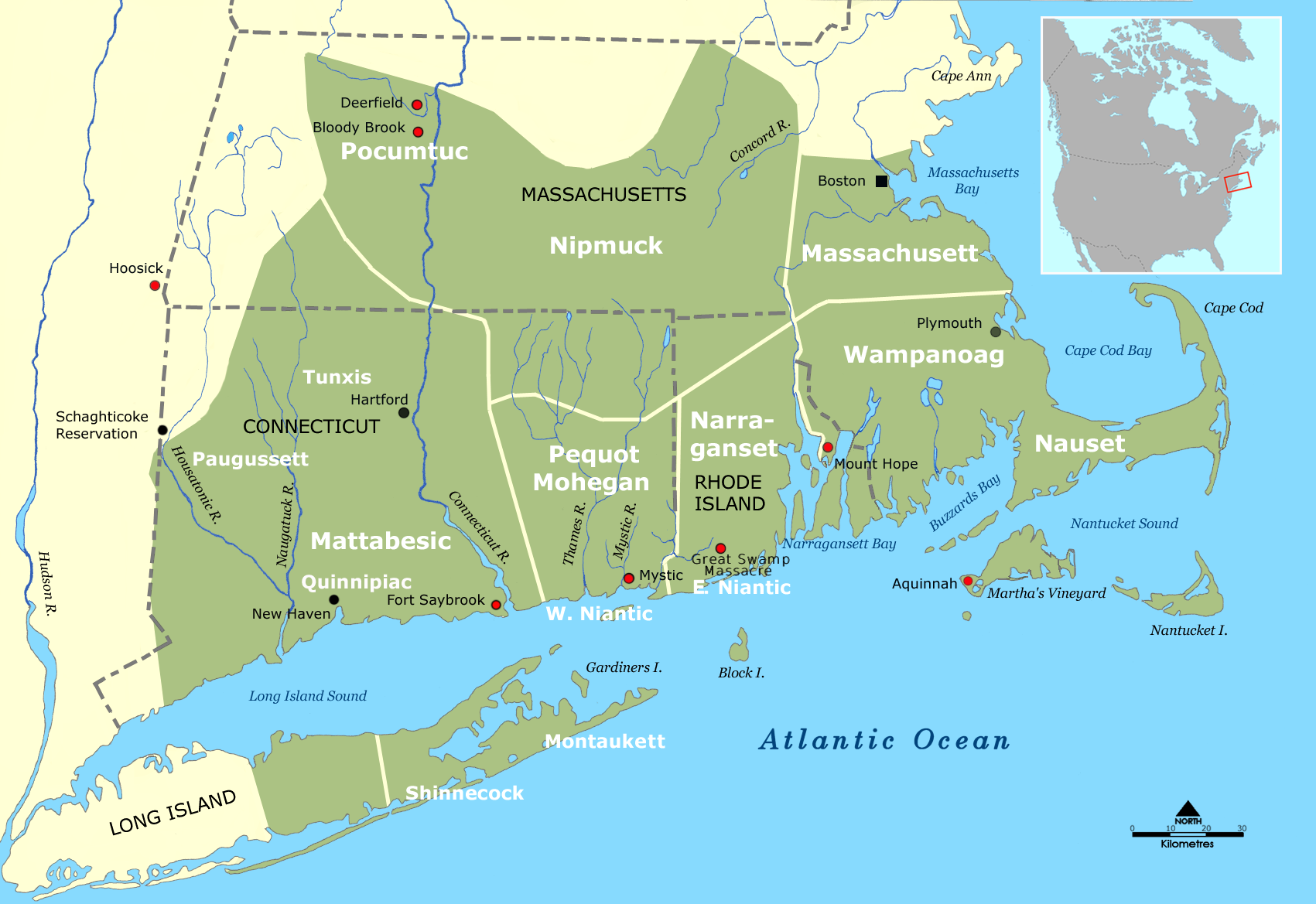
Darstellung der Siedlungsgebiete der indigenen Bevölkerungsgruppen und Volksstämme in den heutigen Neu England Staaten

Man brachte Squanto nach England zu Sir Ferdinando Gorges (1565–1647), dessen Plymouth Company viel Geld in die kommerzielle Entwicklung der Neuen Welt investiert hatte. Gorges lehrte Squanto die englische Sprache und schickte ihn schließlich als Führer und Dolmetscher zu seinen Schiffskapitänen, die Neuenglands Küsten erkunden sollten.
1614 kam er zurück nach Amerika und half dort einigen von Gorges Angestellten, die Küste von Cape Cod zu kartieren. Die frühesten Kontakte der dortigen Indianer, Nauset und Patuxet, und den Europäern datieren aus dem 16. Jahrhundert, als Handelsschiffe und Fischerboote die Küste Neuenglands entlang fuhren. Die meisten dieser Begegnungen waren freundlicher Art. Es gab aber auch Ausnahmen, denn einige Kapitäne dieser Schiffe waren dafür bekannt, dass sie ihre Einkünfte verbesserten, indem sie Indianer fingen und als Sklaven verkauften. So zum Beispiel Kapitän Thomas Hunt. Als etwa zwanzig Nauset und sieben Patuxet an Bord seines Schiffs kamen, um zu handeln, wurde Squanto als Dolmetscher gerufen. Man fesselte die Indianer, darunter auch Squanto, um sie in Spanien als Sklaven zu verkaufen. In Málaga kam Squanto zu Mönchen, die ihn zum Christentum bekehren wollten.
Er blieb bis 1618 bei den Mönchen, als in Málaga ein Schiff aus Bristol eintraf. Der Kapitän brauchte einen Dolmetscher und nahm Squanto mit nach Neufundland. Hier traf Squanto auf Kapitän Thomas Dermer (1590–1620), einen Angestellten der Plymouth Gesellschaft, den er aus England kannte. Dermer und Squanto segelten gemeinsam nach Neuengland und kamen dort 1619 an. Doch in der Zwischenzeit hatten Epidemien die Stämme dort heimgesucht und die Bevölkerung von Squantos Heimatdorf Patuxet restlos ausgelöscht. Er ging zum benachbarten Dorf Pokanoket, dem Wohnsitz von Massasoit, dem Obersachem der Wampanoag. Kapitän Dermer war inzwischen weitergezogen, wurde auf Cape Cod von Nauset angegriffen und als Geisel genommen. Squanto hörte davon und erwirkte Dermers Freilassung. Später wurde Dermer auf Martha’s Vineyard erneut von Wampanoag angegriffen und starb in Virginia an den erlittenen Verletzungen.

## Ankunft der Pilgerväter
Etwa ein Jahr später, am 11. November 1620, kamen die Pilgerväter an die Küste von Massachusetts und gingen in der Nähe des heutigen Provincetown an der äußersten Landspitze von Cape Cod vor Anker.
Die Kolonisten entschlossen sich, an dieser Stelle zu siedeln, doch nach einiger Zeit stellten sie fest, dass der sandige Boden hier sie nicht ernähren konnte. Deshalb beschloss eine Gruppe von ihnen, auf die andere Seite der Bucht von Cape Cod zu segeln. Am 21. Dezember landeten sie in der Nähe des heutigen Plymouth in Massachusetts. Ein Großteil der restlichen Siedler folgte fünf Tage später. Ihre kleine Küstensiedlung bezeichneten sie als God’s Own Country (Gottes eigenes Land), ein Begriff, der bis heute noch allgemein geläufig ist.

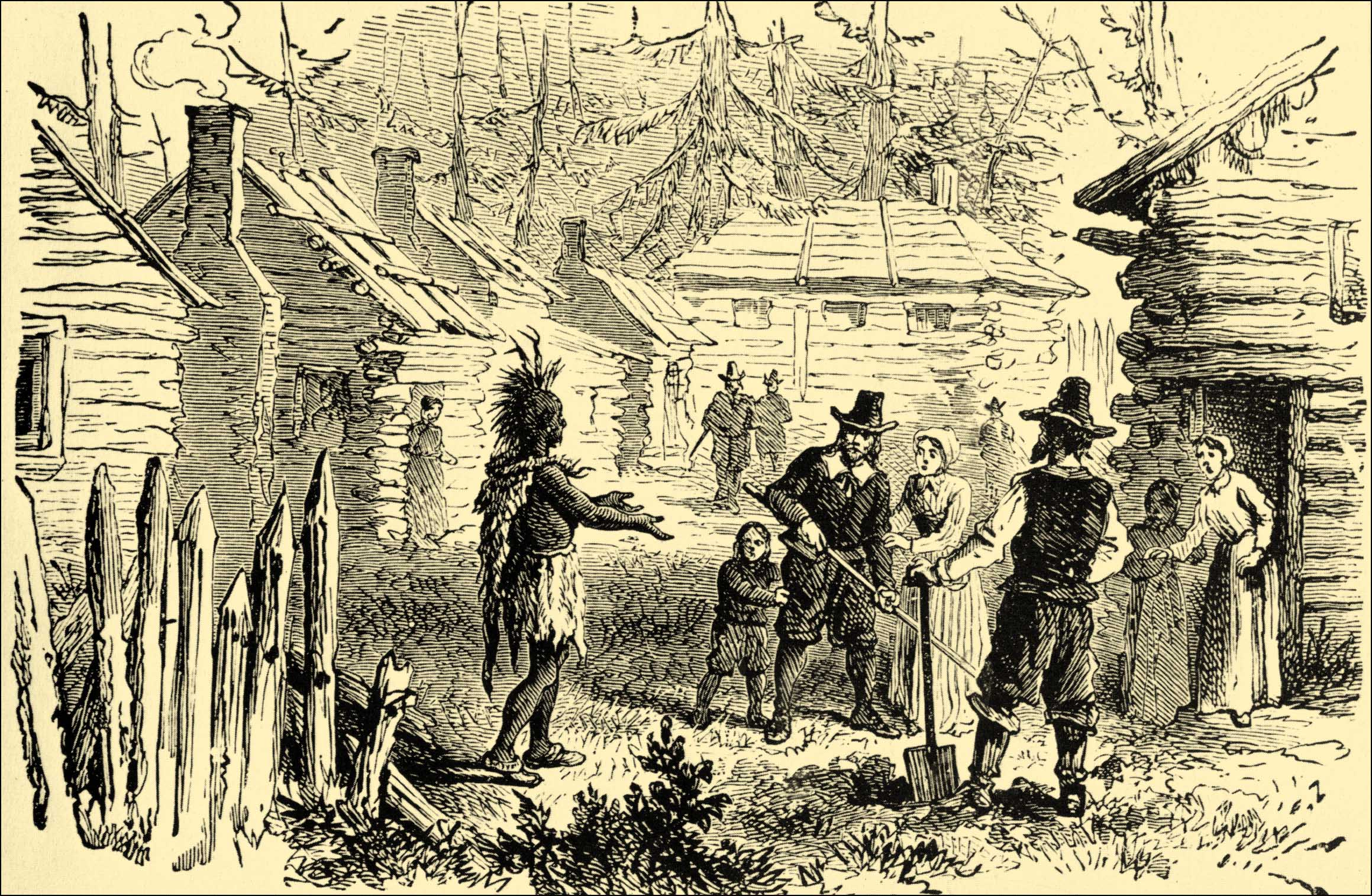
Samoset überrascht die Siedler auf Englisch

Die nächsten Monate hausten sie hier in armseligen Hütten, hungrig, krank und den baldigen Tod erwartend. Die Hälfte der Neuankömmlinge überlebten den ersten Winter nicht. Die Indianer beobachteten zwar die Engländer, doch sie gingen ihnen möglichst aus dem Wege. Bei den Wampanoag war gerade der Abenaki-Sagamore Samoset aus dem heutigen Maine, der zuvor von einigen englischen Fischern in der kurzlebigen Popham-Kolonie an der Mündung des Kennebec Rivers etwas Englisch gelernt hatte, und begrüßte die Pilgerväter mit Hello Englishmen. Er überblickte die Situation und kam am folgenden Tag mit Squanto zurück. Dieser half den Engländern, die nächste Zeit zu überleben und fungierte auch als Vermittler zwischen den Pilgervätern und Massasoit.
Die Narraganset, westliche Nachbarn der Wampanoag, hatten durch die isolierte Wohnlage auf den Inseln in der Narragansett Bay am wenigsten unter den Seuchen gelitten, und sich deshalb zum mächtigsten Stamm der Region entwickelt. Sie forderten nun Tributzahlungen von den geschwächten Wampanoag. Deshalb hegte Massasoit die Hoffnung, dass die Engländer sein Volk gegen die Vorherrschaft der Narraganset unterstützen könnten. Im März 1621 besuchte Massasoit in Begleitung von Squanto die Kolonisten in Plymouth, unterzeichnete einen Freundschaftsvertrag und gab ihnen die Erlaubnis, rund 12.000 Acres (48,5 km²) Land für die Plymouth Plantation (dt. Plymouth Pflanzung) zu übernehmen. Der Vertrag enthielt sowohl einen Nichtangriffs- als auch einen Beistandspakt.
Squanto blieb den Rest seines Lebens in der Plymouth-Kolonie. Er zeigte den Pilgervätern, wie die Indianer dieser Gegend das Land bestellten, Fische fingen und Meeresfrüchte sammelten und diente ihnen als Dolmetscher und Fremdenführer. Ohne Squantos Hilfe hätten die englischen Siedler im nächsten Winter ganz sicher wieder gehungert und in ständiger Angst vor ihren indianischen Nachbarn gelebt. Als sie von dem indianischen Brauch einer Zeremonie zur Erntezeit erfuhren, beschlossen sie, ebenfalls ein Erntedankfest abzuhalten. Der Obersachem kam mit 90 Kriegern und die Gäste steuerten fünf Hirsche zum gemeinsamen Fest bei. Drei Tage lang wurde gefeiert und englische Spiele wechselten sich mit indianischen Wettkämpfen ab. Am Schluss vereinbarten sie, dieses gemeinsame Fest von nun an jedes Jahr zu begehen.
Auf einer Reise zu den Massachusett im November 1622 erkrankte Squanto an Fieber, bekam heftiges Nasenbluten und starb. Gouverneur William Bradford von der Plymouth Kolonie, sein bester Freund unter den Weißen, schrieb die folgenden Zeilen über seinen plötzlichen Tod:
An diesem Ort erkrankte Squanto an Indianerfieber, hatte heftiges Nasenbluten und starb nach wenigen Tagen. Er bat den Gouverneur, für ihn zu beten, damit er in den Himmel der Engländer käme. Er hinterlässt verschiedene Dinge, die seine englischen Freunde zur Erinnerung an ihn bekommen sollen. Sein Tod ist für uns alle ein großer Verlust ...

## Film
- 1994: Squanto – Der große Krieger,[4] US-amerikanischer Spielfilm von Xavier Koller
- 2015: Saints and Strangers